# Спас Георгиев (генерал)
Вижте пояснителната страница за други личности с името Спас Георгиев.
Спас Георгиев Георгиев, роден на 18 април 1858 г. в София, е генерал-лейтенант от пехотата. Командир на 3-та бригада от 7-а рилска дивизия. Кавалер на ордена „Кръст за храброст“ за Балканската война 1912 – 1913 г.

## Биография
Завършва Военното училище на 10 май 1879 г. B Сръбско-българската война 1885 г. e командир на рота. Произведен в поручик на 30 август 1882 г., в капитан – на 30 август 1885 г., в майор – на 23 април 1887 г., в подполковник – през 1892 г., в полковник – през 1896 г., в генерал-майор – през 1906 г., минава в запаса същата година.
През Балканската война е отново на действителна военна служба в действащата армия и командва 3/2 бригада от 7-а рилска дивизия. На 5 октомври 1912 г. освобождава Горна Джумая (дн. Благоевград) и разбива с 8000 щика турския Струмски корпус в сражението при Крупник.
Командваната от Георгиев 3-та бригада от 7-а рилска дивизия още веднъж разгромава турските войски в боя при Айватово на 12 км от Солун, като с фронтална атака обръща в бягство турците и влиза в Солун на 27 октомври 1912 г. Броени часове преди това комендантът на града Хасан Тахсин паша предава града на гръцката армия след водени сепаративни преговори зад гърба на българите.
Произведен е в генерал-лейтенант и награден с Кръст за храброст.
По време на военната си кариера служи в 1-ви пехотен софийски и 9-и пехотен пловдивски полкове.
Умира в 1916 година.

## Военни звания
- Прапоршчик (10 май 1879)
- Подпоручик (1 ноември 1879, преименуван)
- Поручик (30 август 1882)
- Капитан (30 август 1885)
- Майор (23 април 1887)
- Подполковник (1892)
- Полковник (1896)
- Генерал-майор
- Генерал-лейтенант